# 高橋晶子
高橋 晶子（たかはし あきこ、1958年 - ）は、日本の建築家。武蔵野美術大学造形学部建築学科教授。

## 略歴
- 1958年 静岡県生まれ
- 1980年 京都大学工学部建築学科卒業
- 1986年
  - 東京工業大学大学院工学研究科博士課程修了
  - 篠原一男アトリエ（～88）
- 1988年 共同主催者高橋寛とワークステーション (建築設計)設立
- 2004年 武蔵野美術大学教授

## 受賞歴
- 1988年 坂本龍馬記念館構想設計競技最優秀案
- 1991年 那須野が原ハーモニーホール・プロポーザル・デザイン・コンペティション入選
- 1992年
  - SD Review1992入選 (Y Project)
  - 高知市都市美デザイン賞特別賞・新日本建築家協会新人賞（坂本龍馬記念館）
- 1993年 第1回アーキテクチャー・オブ・ザ・イヤー（坂本龍馬記念館）
- 1996年 学校法人麻布大学　キャンパスマスタープラン指名提案設計競技当選
- 1998年 横浜まちなみ景観賞（横浜市仲町台地区センター）
- 1999年
  - グッドデザイン賞施設部門（佐川町立桜座）
  - 東雲E街区建物基本設計プロポーザル当選
- 2000年
  - 全日本建設技術協会 全建賞（岐阜県営住宅ハイタウン北方・南ブロック全体として）
  - 中部建築賞（大沢野町健康福祉センター）
- 2002年　商環境デザイン賞（野毛山動物園ふれあいコーナー）
- 2003年
  - （仮称）横須賀市衛生試験所設計QBS当選
  - 山下町第二地区配置建物基本設計指名プロポーザル当選
  - 赤羽台団地A1-3号棟建物設計プロポーザル当選
- 2005年 グッドデザイン賞建築・環境デザイン部門金賞（東雲キャナルコート中央ゾーンとして）
- 2006年
  - BCS賞特別賞（東雲キャナルコート中央ゾーンとして）
  - 東京農工大学農学部附属家畜病院増改修基本設計指名プロポーザル当選
  - 第53回神奈川建築コンクール優秀賞（深見の住宅）
- 2010年 第15回熊本県木材利用大型施設コンクール熊本県賞(地域資源活用総合交流促進施設)

## ワークステーションの主な作品

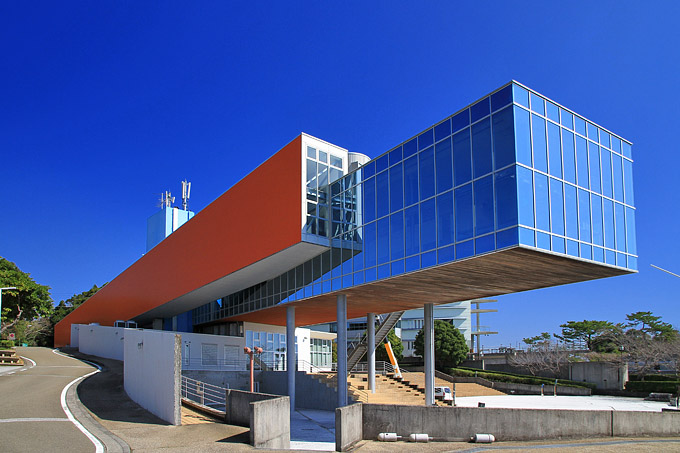
高知県立坂本龍馬記念館

- 1991年 高知県立坂本龍馬記念館（JIA新人賞、高知市都市美デザイン賞、JIA25年賞）
- 1997年 大沢野町健康福祉センター（中部建築賞）
- 1998年 佐川町立桜座（グッドデザイン賞）
- 1999年 麻布大学獣医臨床センター
- 2000年 横浜市磯子地域ケアセンター、岐阜県営住宅ハイタウン北方高橋棟（全建賞）
- 2002年 野毛山動物園ふれあいコーナー（商環境デザイン賞）
- 2005年 横浜トリエンナーレ2005会場計画、東雲キャナルコート5街区（グッドデザイン賞、BCS賞）
- 2006年 横須賀市健康安全科学センター
- 2008年 地域資源活用総合交流促進施設（熊本県葦北郡芦北町）